# Villefranche-le-Château
Villefranche-le-Château is een gemeente in het Franse departement Drôme (regio Auvergne-Rhône-Alpes) en telt 23 inwoners (2009). De plaats maakt deel uit van het arrondissement Nyons.

## Geografie
De oppervlakte van Villefranche-le-Château bedraagt 6,7 km², de bevolkingsdichtheid is dus 3,4 inwoners per km².

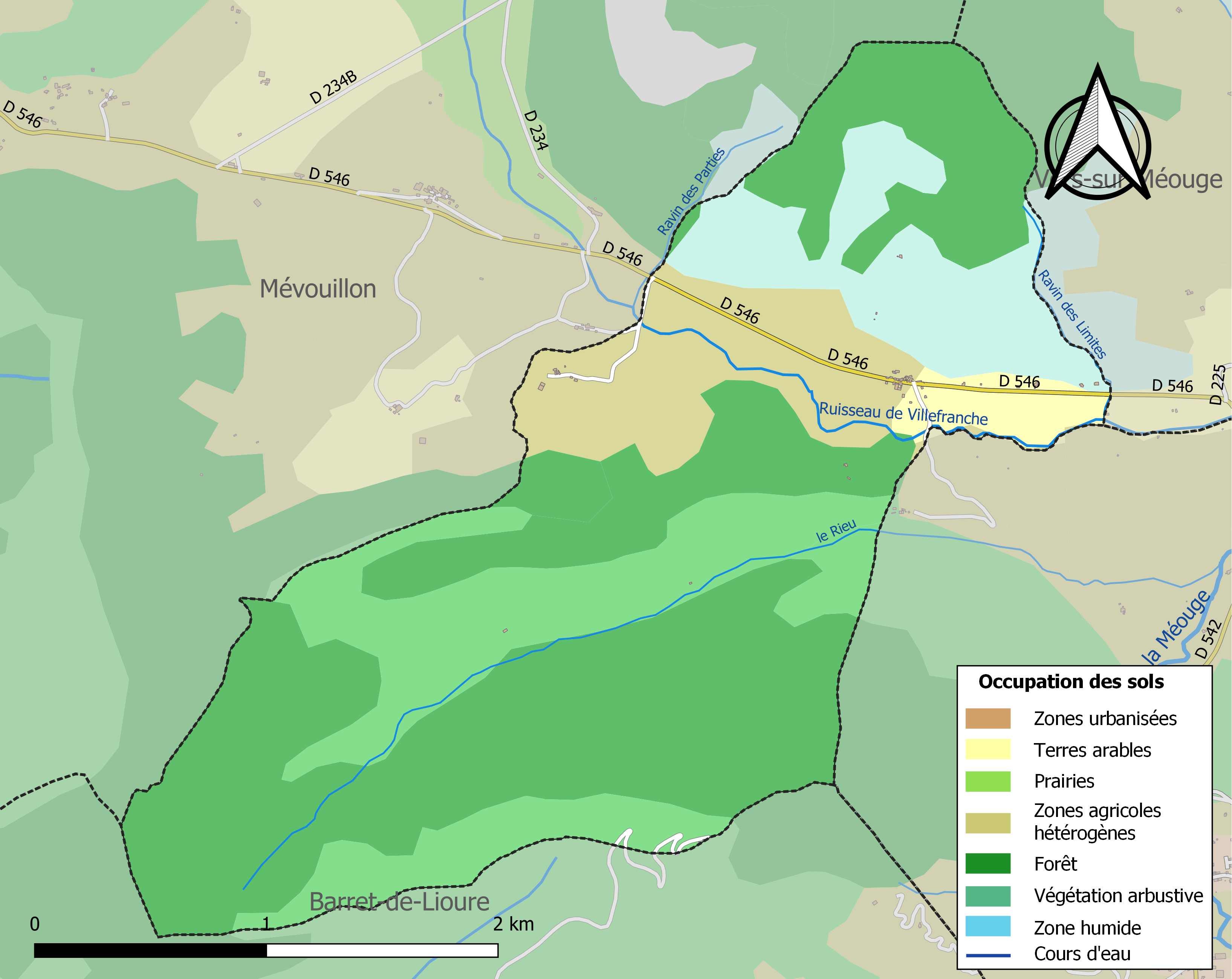
Kaart van de gemeente met belangrijkste infrastructuur, bodemgebruik en omliggende gemeenten

## Demografie
Onderstaande figuur toont het verloop van het inwonertal (bron: INSEE-tellingen).

## Galerij

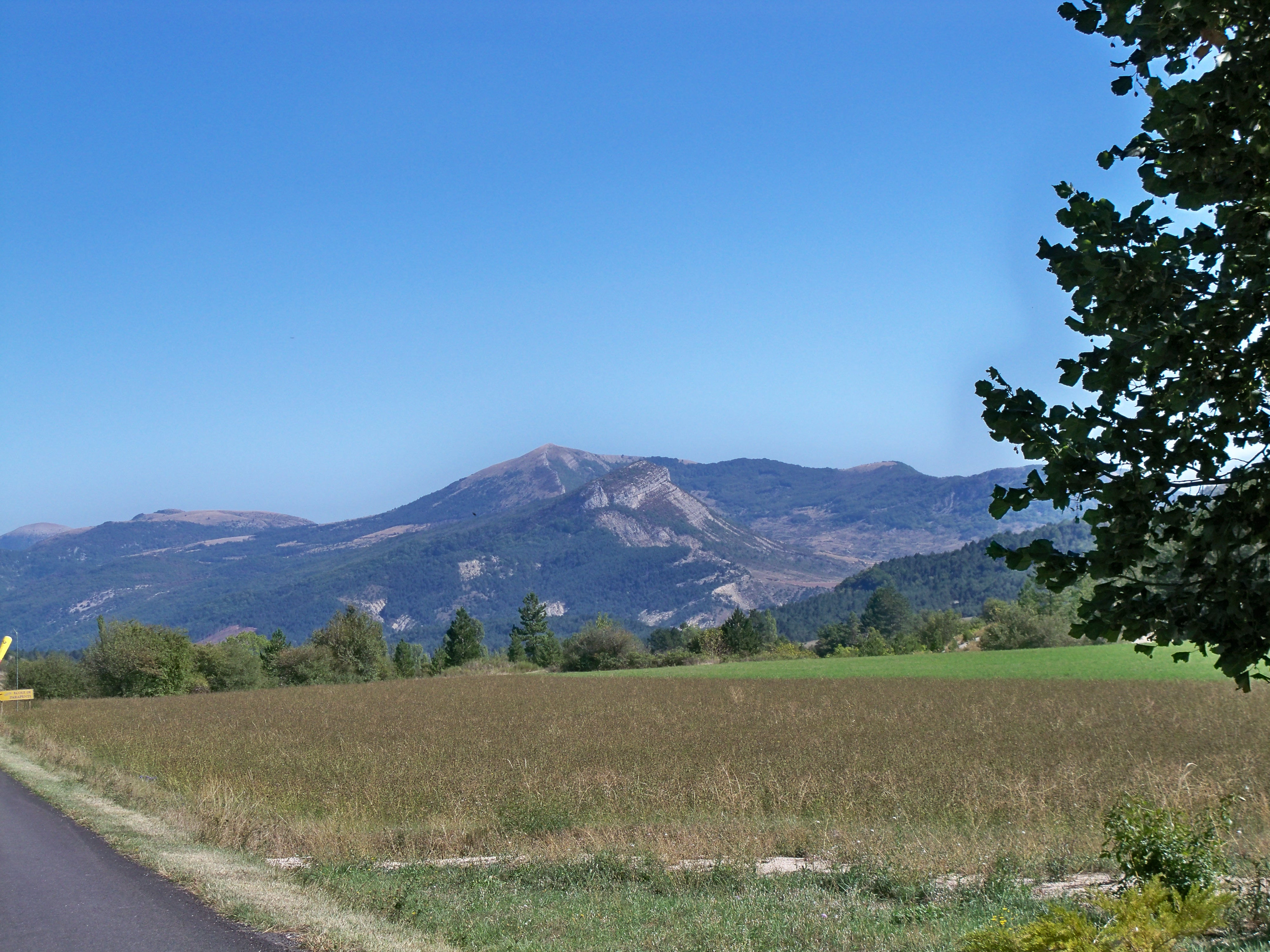
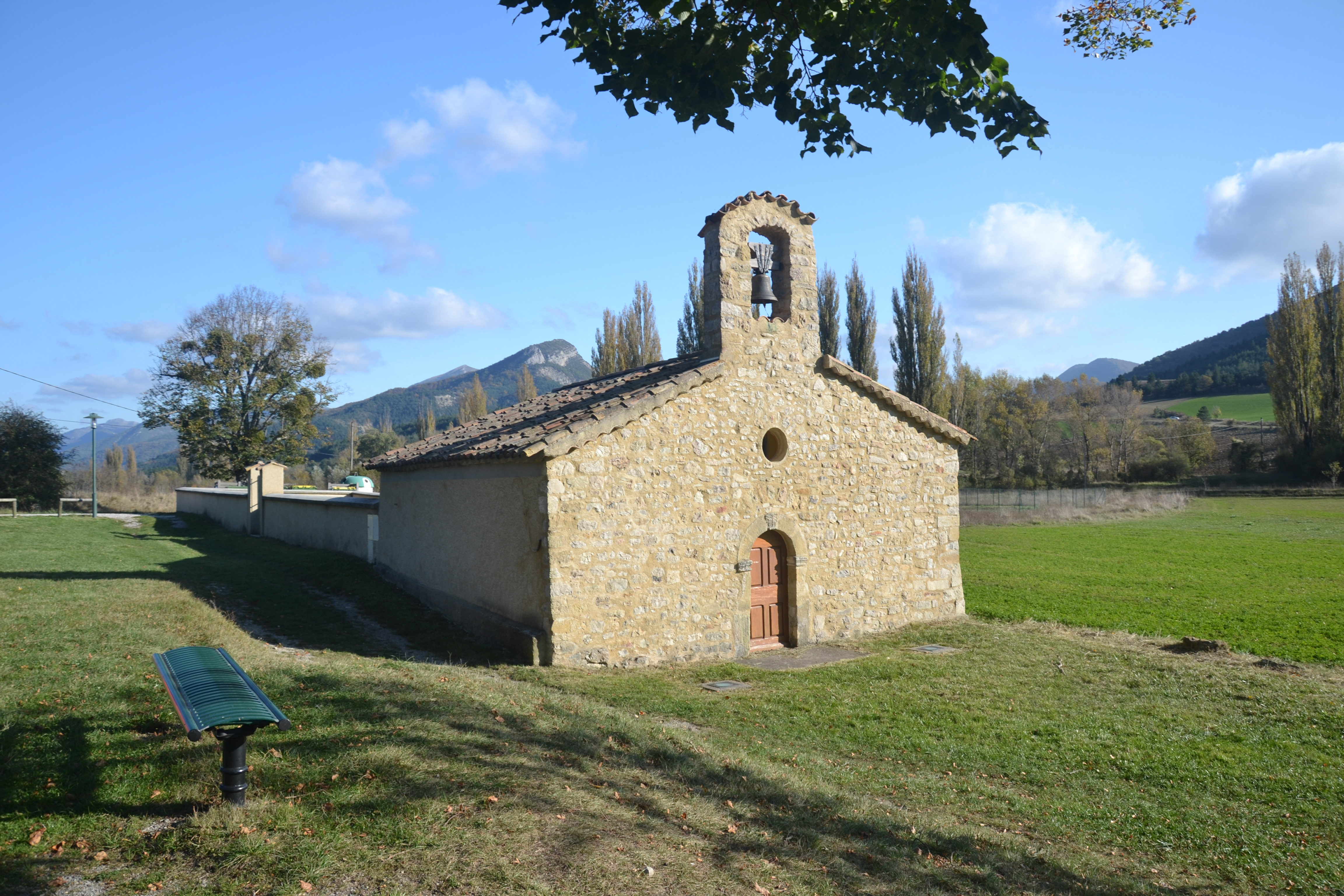